# Там вдали, за рекой
Первый куплет
Там вдали, за рекой
Зажигались огни,
В небе ярком заря догорала.
Сотня юных бойцов
Из будённовских войск
На разведку в поля поскакала
«Там вдали, за рекой» — популярная советская песня, повествующая о сражении отряда будённовских войск в ходе Гражданской войны. Текст песни написан Николаем Коолем в 1924 году; автор музыки Александр Александров.
Также существует ещё несколько песен с той же мелодией, созданных различными авторами в разное время. Ряд исследователей полагает, что музыка была народно-жалостливой, тексты к ней сочиняли разные авторы — как и всякая народная песня, она не имеет конкретного изначального автора, а лишь отражает контекст историко-географических событий, участниками которых выступают сочинители.

## «Там вдали, за рекой»
Автором текста песни является поэт и переводчик, эстонец Николай Мартынович Кооль. В 1924 году он опубликовал стихотворение под таким названием в газете города Курска под псевдонимом «Колька-лекарь». Исполнялась песня в качестве строевой, поскольку новых красноармейских песен в то время было мало.
По словам Евгения Долматовского, Кооль использовал широко распространённый в народных песнях сюжет, согласно которому воин, умирая, просит верного коня или друга кому-то передать своё послание. По словам Кооля, ритмический рисунок был навеян песней каторжан «Лишь только в Сибири займётся заря». В апреле 1924 года в СССР впервые после окончания Гражданской войны был объявлен призыв в регулярную армию. В числе первых призывников оказался и Николай Кооль. Он предложил своё стихотворение в качестве строевой песни, которая быстро стала популярной. Довольно долгое время считалась «народной» — лишь годы спустя Кооль доказал своё авторство.
В 1928 году профессор Московской консерватории, дирижёр и композитор Александр Васильевич Александров положил слова красноармейской строевой песни на музыку.

## «Лишь только в Сибири займётся заря»
По словам Николая Кооля, он, сочиняя своё стихотворение, припоминал старинную песню каторжан «Лишь только в Сибири займётся заря», которая дала ему некий ритмический рисунок. Эту песню с подобным мотивом каторжане пели ещё в XIX веке.

## «За рекой Ляохэ»
В номере «Парламентской газеты» от 16 июня 2000 года была опубликована статья Виталия Апрелкова, в которой он утверждал, что песня «Там вдали, за рекой» представляет собой переделку казачьей песни «За рекой Ляохэ», появившейся в ходе русско-японской войны. Якобы слова песни «За рекой Ляохэ» относятся к рейду на Инкоу в ходе русско-японской войны. Впрочем, достоверных более ранних публикаций текста песни, который был обнародован в «Парламентской газете» в 2000 году, до сих пор не обнаружено; вероятно, «За рекой Ляохэ» представляет собой не более чем уже постсоветскую переделку песни Кооля.

## Пародии
В 1998 году певец Профессор Лебединский сделал пародию на эту песню под названием «Там вдали, у метро».